# Nelsonville (Nova York)
Nelsonville és una població dels Estats Units a l'estat de Nova York. Segons el cens del 2000 tenia 565 habitants.

## Demografia
Segons el cens del 2000, Nelsonville tenia 565 habitants, 222 habitatges, i 154 famílies. La densitat de població era de 209,8 habitants/km².
Dels 222 habitatges en un 29,7% hi vivien nens de menys de 18 anys, en un 53,6% hi vivien parelles casades, en un 10,4% dones solteres, i en un 30,6% no eren unitats familiars. En el 22,5% dels habitatges hi vivien persones soles el 6,8% de les quals corresponia a persones de 65 anys o més que vivien soles. El nombre mitjà de persones vivint en cada habitatge era de 2,5 i el nombre mitjà de persones que vivien en cada família era de 2,99.
Per edats la població es repartia de la següent manera: un 24,2% tenia menys de 18 anys, un 4,8% entre 18 i 24, un 31,7% entre 25 i 44, un 27,4% de 45 a 60 i un 11,9% 65 anys o més.
L'edat mediana era de 40 anys. Per cada 100 dones de 18 o més anys hi havia 103,8 homes.
La renda mediana per habitatge era de 60.000 $ i la renda mediana per família de 67.778 $. Els homes tenien una renda mediana de 42.206 $ mentre que les dones 45.625 $. La renda per capita de la població era de 24.853 $. Entorn del 3,6% de les famílies i el 7,7% de la població estaven per davall del llindar de pobresa.